# Ouango
Ouango est une localité établie sur la rive droite de la rivière Mbomou en République centrafricaine, chef-lieu de sous-préfecture de la préfecture de Mbomou.

## Géographie
Située au sud-ouest de la préfecture du Mbomou, la commune de Ouango est frontalière du Congo RDC.
|         | Gambo      | Sayo-Niakari |
| Ngandou | Ouango     | Congo RDC    |
|         | Ngbandinga |              |

## Histoire
- En 1895, un poste colonial français est créé à Ouango, à proximité du chef-lieu des territoires du Haut-Oubangui : Les Abiras
- Le 22 novembre 1908, le secteur de Ouango est institué dans la région des Sultanats.
- En mars 1909, la subdivision de Ouango est instituée dans la Circonscription des Sultanats.
- Le 4 octobre 1911, la subdivision de Ouango est rattachée à la circonscription du Bas-Mbomou.
- En 1931, la société cotonnière Comouna installe une usine d'égrenage à Ouango[1].
- Le 16 octobre 1946, est créé le District de Ouango dans la région du Mbomou.
- Le 23 janvier 1961, La République centrafricaine indépendante, fait de Ouango le chef-lieu d'une sous-préfecture du Mbomou[2].
- En mai 2002, la sous-préfecture de Ouango-Gambo est divisée en deux : Ouango et Gambo.

## Villages
La commune est constituée de 59 villages en zone rurale recensés en 2003 : Bagbaga, Basse-Kotto, Dekolo, Falanze, Gaigne 1, Gaigne 2, Gba-Angou, Gbiato, Gbokoma, Gbongo, Gnilo 1, Gnilo 2, Godo, Gomba, Gozobangui, Kandoronzinga, Kengougba, Koulet, Kpignon, Kpokpo 1, Kpokpo 2, Kpokpo 3, Madagbandi, Madatapande, Magamba, Mahamat Ali, Malagbongou, Malangamba 1, Malangamba 2, Maleba, Mamadou Bambe, Mbabale, Mbatoka, Mbele, Moussa, Moussa Ndoya, Ndaye, Ndekomisso, Ndogba, Ndoya, Ngalakpa, Ouango-Kota, Ouazzoua 1, Ouazzoua 2, Ouazzoua 3, Ouazzoua 4, Ouazzoua 5, Ouazzoua 6, Ouazzoua Plantation, Ouegue, Palangue, Plantation Loungougb, Plassa, Sialo, Yegbe, Yenzia, Yoloungou, Zawara, Zegui.

## Éducation
La commune compte 10 écoles recensées en 2015 : Sous-préfectorale de Ouango, ECAC de Ouango (Ngalakpa), Mangamba, Malangamba, Youloungou, Falanze, Ouazzoua, Mbambali, Loungougba et Madagbandi.
Cependant il existe également plusieurs écoles publiques et privées qui sont à la disposition des jeunes de la localités. Nous avons les écoles privées comme Shogui,Providences,Pie12. Il existe également l'emblématique le lycée d'état des rapides.

## Société
La ville est le siège de la paroisse catholique de Saint Georges de Ouango fondée en 1951, elle dépend du diocèse de Bangassou.

## Politique
La Sous-préfecture de Ouango constitue une circonscription électorale législative depuis 1993, en 2016 sont instaurées deux circonscriptions. Les élections législatives de Mars 2021 ont été élus comme députés à Ouango 1   Mr NGONDA THEOPHILE DU PARTI ADP et à Ouango 2 commune NGBANDINGA  Mr SILO NGBODA RODRIGUEYVON BRICE DU PARTI RDC
| Date d'élection | Identité               | Parti       | notes               |
| --------------- | ---------------------- | ----------- | ------------------- |
| 1993            | Michel Dognéné         | RDC         |                     |
| 1998            | Mireille Kolingba      | RDC         |                     |
| 2005            | Mireille Kolingba      | RDC         |                     |
| 2011            | Olivier Niker de Toki  | indépendant |                     |
| 2016            | Alphonse Yakambé       | PATRIE      | 1re circonscription |
| 2016            | Anselme Bindala Kundro | RDC         | 2e circonscription  |